# '03 Bonnie & Clyde
"03 Bonnie & Clyde" é uma música do rapper americano Jay-Z com a cantora de R&B Beyoncé. Essa música tem elementos das músicas "Me and My Girlfriend" do rapper 2Pac e da música "If I Was Your Girlfriend" do cantor Prince. A música foi escrita por Jay-Z e foi produzida pelo rapper Kanye West, ela faz parte do sétimo álbum de estúdio do rapper Jay-Z The Blueprint²: The Gift & the Curse que foi lançado em 2002. A música também foi incluída na versão internacional do primeiro álbum de estúdio da cantora Beyoncé Dangerously in Love lançado em 2003.

## Recepção e lançamento
O single foi lançado no dia 3 de junho de 2002, e atingiu o número quatro na Billboard Hot 100. Se tornando o segundo single do rapper Jay-Z a entrar no Top 10 e o primeiro single da cantora Beyoncé em carreira solo a entrar no Top 10 da Billboard. A cantora Toni Braxton alegou que a música é a cópia da música "Me and My Girlfriend", causando um conflito para o rapper Jay-Z.

## Videoclipe
O videoclipe da música foi dirigido por Chris Robinson e tem a participação do ator Lance Reddick, que interpreta um policial. O videoclipe foi nomeado no MTV Video Music Awards de 2003 na categoria "Melhor Video de Hip-Hop", mas perdeu para "Work It" da cantora Missy Elliott.

## Faixas e formatos
Austrália EP
1. "'03 Bonnie & Clyde" (Radio Edit) - 3:27
2. "'03 Bonnie & Clyde" (Explicit) - 3:26
3. "U Don't Know (Remix) (Jay-Z & M.O.P.) - 4:28

Reino Unido CD single
1. "'03 Bonnie & Clyde" (Radio Edit) - 3:28
2. "U Don't Know (Remix) - 4:27
3. "'03 Bonnie & Clyde" (Instrumental) - 3:27